# Ángeles Afuera
Ángeles Afuera (Madrid, 1954) es una periodista española, fundadora del Departamento de Documentación de la SER, que dirigió durante veintisiete años hasta su jubilación en 2016 

## Biografía
Nació en Madrid y se licenció en ciencias de la información en la Universidad Complutense de Madrid. En 1976, junto a Carmela García Moreno ideó un programa de radio sobre mujeres titulado Las ciudadanas. Un programa para la  nueva mujer. De allí, pasó a los informativos de la cadena SER a propuesta del entonces director de Informativos Fernando Ónega. En 1989 sugirió al director de la cadena Augusto Delkáder la creación de un departamento de Documentación para preservar el patrimonio sonoro de la SER y apoyar y verificar la veracidad de las noticias con documentos sonoros.
Ángeles fundó y dirigió durante 27 años el departamento de Documentación de la SER en donde quedaron englobadas la fonoteca, la hemeroteca y la biblioteca así como la coordinación de los archivos sonoros del Grupo Prisa Radio y su expansión por las emisoras del grupo de comunicación en Colombia Argentina, Chile y México. Dirigió los procesos de catalogación, indización, minutado y automatización de los fondos radiofónicos en tres aplicaciones diferentes: la primera fue el sistema BASYS (1989), después la base de datos en un entorno web llamado DOKUMENTOR (1995) y, por último, un repositorio global que albergara todos los contenidos de la emisora llamado Enciclomedi@ (2004).
Descubrió piezas radiofónicas que se creían perdidas como el serial Ama Rosa, la primera versión grabada el popular chotis de Agustín Lara Madrid en 1947 e interpretada por Ana María González en Radio Madrid o una adaptación radiofónica de Hamlet de 1948 protagonizada por un jovencísimo Fernando Rey.
Durante sus 40 años de vida profesional siempre ha estado frente al micrófono, tanto en los Servicios Informativos como en programas: Hoy por Hoy, Hora 25, La Ventana y muchos otros. Ángeles Afuera ha sido en la SER la voz de los reportajes retrospectivos, de los perfiles o de los aportes documentales, dando así visibilidad a la tarea de los profesionales que se dedican al archivo en los medios de comunicación. 
Se prejubiló de la Cadena SER en 2016 obteniendo en 2019 el título de doctora en Ciencias de la Información con la tesis "La sociedad Unión Radio: empresa, emisora y programación (1925-1939)", que obtuvo la calificación de sobresaliente cum laude. Es miembro del Grupo de Investigación PaDem (Patrimonio en Medios de Comunicación), de la Universidad Complutense de Madrid.

## Reconocimientos
En 2007, recibió el Premio Nacional de Documentación a la Calidad e Innovación concedido por la Sociedad Española de Documentación e Información (SEDIC). En 2011 recibió la Antena de Oro de Radio 2011 concedida por la Federación de Asociaciones de Radio de España.
En 2021, fue reconocida con el Premio Ondas a la Trayectoria o mejor labor profesional, por su trayectoria como periodista, investigadora, comunicadora y por ser la impulsora del departamento de documentación de la cadena SER.

## Obra
Además, de sus descubrimientos casi de corte arqueológicos, Ángeles Afuera también fue docente de asignaturas de periodismo digital y de documentación audiovisual en cursos a distancia y en línea de la Universidad Complutense.
Publicó numerosos artículos académicos sobre el tratamiento de la documentación de radio. También publicó un manual de usuario del programa DOKUMENTOR. Entre sus trabajos publicados destacan:
- Donde dije digo... junto a Luis del Val (1997)
- Documentación en el medio radiofónico junto a Victoria Nuño Moral y María Isabel Sánchez Redondo (2007)
- El proceso documental de audio en la SER. Revista general de Documentación e Información, 2010.
- El Departamento de Documentación de la SER ante el reto digital. Cuadernos de Documentación Multimedia, 1997-1998
- El futuro incierto de los archivos de radio en España. Revista “Archivamos”. ACAL. 2017

Autora del CD de audio para la obra de Lorenzo Díaz. La radio en España, 1923-1993. (Alianza Editorial).